# ادگار کندی
ادگار کندی (انگلیسی: Edgar Kennedy؛ زاده ۲۶ آوریل ۱۸۹۰ - درگذشت ۹ نوامبر ۱۹۴۸) بازیگر و کارگردان اهل ایالات متحده آمریکا بود. وی بین سال‌های ۱۹۱۱ تا ۱۹۴۷ میلادی فعالیت می‌کرد.

## گزیدهٔ فیلم‌شناسی
- پسر مامان
- قهرمان جدید میبل
- رفتار خودسرانه میبل
- نفرین میبل
- پلیس بنگفیل
- چاقالو پلیس می‌شود
- توله‌سگ شجاع چاقالو
- عشق‌بازی زودگذر و بی‌پروای چاقالو
- سقوط چاقالوی بی‌وفا
- میراث هافمایر
- کمی دل‌وجرئت
- در چنگال تبهکاران
- آن حلقه کوچک طلا
- عموزاده دهاتی ما
- به‌دنبال لیزی استری
- خودرویی برای یک عروس
- اشتباه یک لاس‌زن
- همهمه‌ای از ژرفنا
- همسایه‌تو بپا
- یک دزد دریایی زیرآبی
- یک عروسی کوچک بی‌سروصدا
- از صفر تا صد
- آن گروه موسیقی رگتایم
- مصون در زندان
- رفیق شفیق او، بارون
- دفاع غیرنظامی
- دستکاری نهایی
- دقیقاً درست می‌گی
- ولشون کن بخندن
- مأموران دریافت قسط
- گناه هارولد دیدلباک
- استقبال از خطر
- لنگرها را بکشید
- سوپ اردک
- عشق بز
- جنجال در کشتی
- سرگرمی مورد علاقه‌اش
- عشق جریحه‌دارشده تیلی
- آیا مردان متأهل باید به خانه بروند؟
- دو ملوان
- مجنون هیتلر
- قرن بیستم